# Hébécourt (Somme)
Hébécourt település Franciaországban, Somme megyében. Lakosainak száma 559 fő (2022. január 1.). Hébécourt Dury, Plachy-Buyon, Rumigny, Saint-Fuscien, Saint-Sauflieu, Vers-sur-Selle és Saint-Denis-le-Ferment községekkel határos.

## Népesség
A település népességének változása:
| Lakosok száma | 529  | 543  | 558  | 538  | 535  | 540  | 540  | 542  | 559  |
|               | 2013 | 2015 | 2016 | 2017 | 2018 | 2019 | 2020 | 2021 | 2022 |